# 関根裕之
関根 裕之（せきね ひろゆき、1971年12月9日 - ）は、千葉県松戸市出身の元プロ野球選手（投手、右投右打）・コーチ。2010年から2011年までは北海道日本ハムファイターズの二軍投手コーチ、2012年からはチームスタッフ（プロスカウト）を務める。

## 来歴・人物
小学2年の時に野球を始め、当時は内野手だった。中学時代に投手へ転向した。岩倉高校では3年次の1989年夏の都大会決勝でエース吉岡雄二擁して全国制覇した帝京高校に敗れ準優勝。1990年、東北福祉大学に進学。同大学では2年上に斎藤隆、金本知憲らがいた。2年生になると同期三野勝大より先に頭角を現し、上級生になると日米大学野球にも出場。大学では1年下の和田一浩とバッテリーを組んだ。1993年に日本ハムを逆指名し、契約金1億円で翌1994年に入団した。
当時の即戦力投手の中でも左腕の河原隆一（関東学院大学）に次ぐ目玉選手で、当初は福岡ダイエーホークス入りが有力視されたが、あくまで1位指名にこだわる関根に対してダイエーが難色を示した（ダイエーは逆指名1位で青山学院大学の小久保裕紀を、逆指名2位で即戦力投手を獲得する方針であった）ため、石井貴（三菱重工横浜）を西武ライオンズにさらわれた日本ハムが逆指名1位での入団を打診、獲得にこぎ付けた。最速145km/hの速球に多彩な変化球を持ち、コントロールも安定していたことから「即戦力として最も期待できるのは関根だろう」とも言われていた。
1994年に3勝を挙げて飛躍が期待されたが、翌年から故障に悩まされ球速も減速した。その後技巧派として活路を見出し、1998年には9勝をマークした。その頃から千葉ロッテマリーンズには滅法強かった。
1999年、2000年には連続で二桁勝利をマークするが、その後、また故障に悩まされた。2003年には一度復活の兆候を見せたが、走者を出すと打たれる勝負弱さが直らず、2004年は一軍での登板がなかった。2004年シーズン限りで戦力外通告を受けるが、打撃投手として再雇用された。
2010年には、日本ハムの一軍投手コーチに就任したばかりの小林繁が同年1月17日に急逝したため、二軍投手コーチだった島崎毅が一軍投手コーチを務めることになり、それに伴い、打撃投手だった関根が二軍投手コーチに就任した。
2011年11月10日付けで来季のコーチ契約を結ばないことが通達され、12月9日付でチーム統轄本部プロスカウト契約を結ぶ。

## 詳細情報

### 年度別投手成績
| 年 度     | 球 団     | 登 板 | 先 発 | 完 投 | 完 封 | 無 四 球 | 勝 利 | 敗 戦 | セ 丨 ブ | ホ 丨 ル ド | 勝 率 | 打 者 | 投 球 回 | 被 安 打 | 被 本 塁 打 | 与 四 球 | 敬 遠 | 与 死 球 | 奪 三 振 | 暴 投 | ボ 丨 ク | 失 点 | 自 責 点 | 防 御 率 | W H I P |
| --------- | --------- | ----- | ----- | ----- | ----- | -------- | ----- | ----- | -------- | ----------- | ----- | ----- | -------- | -------- | ----------- | -------- | ----- | -------- | -------- | ----- | -------- | ----- | -------- | -------- | ------- |
| 1994      | 日本ハム  | 19    | 6     | 1     | 0     | 0        | 3     | 4     | 0        | --          | .429  | 251   | 57.2     | 59       | 9           | 27       | 0     | 1        | 72       | 5     | 0        | 33    | 31       | 4.84     | 1.49    |
| 1996      | 日本ハム  | 9     | 1     | 0     | 0     | 0        | 0     | 1     | 0        | --          | .000  | 81    | 19.1     | 17       | 0           | 12       | 1     | 0        | 15       | 1     | 0        | 5     | 5        | 2.33     | 1.50    |
| 1997      | 日本ハム  | 17    | 13    | 0     | 0     | 0        | 3     | 6     | 0        | --          | .333  | 288   | 69.1     | 70       | 7           | 20       | 0     | 2        | 30       | 4     | 0        | 35    | 33       | 4.28     | 1.30    |
| 1998      | 日本ハム  | 25    | 25    | 2     | 1     | 0        | 9     | 7     | 0        | --          | .563  | 673   | 160.2    | 159      | 21          | 44       | 3     | 4        | 75       | 3     | 0        | 68    | 60       | 3.36     | 1.26    |
| 1999      | 日本ハム  | 24    | 24    | 3     | 1     | 0        | 12    | 8     | 0        | --          | .600  | 589   | 139.0    | 142      | 28          | 36       | 0     | 4        | 78       | 0     | 0        | 73    | 67       | 4.34     | 1.28    |
| 2000      | 日本ハム  | 29    | 23    | 4     | 1     | 0        | 10    | 6     | 0        | --          | .625  | 601   | 137.2    | 142      | 15          | 50       | 0     | 1        | 98       | 4     | 1        | 80    | 75       | 4.90     | 1.39    |
| 2001      | 日本ハム  | 11    | 11    | 1     | 0     | 0        | 2     | 4     | 0        | --          | .333  | 288   | 69.2     | 57       | 12          | 21       | 0     | 1        | 53       | 0     | 1        | 33    | 26       | 3.36     | 1.12    |
| 2002      | 日本ハム  | 12    | 10    | 1     | 1     | 0        | 3     | 4     | 0        | --          | .429  | 250   | 61.2     | 51       | 12          | 16       | 0     | 1        | 55       | 4     | 0        | 27    | 27       | 3.94     | 1.09    |
| 2003      | 日本ハム  | 34    | 11    | 0     | 0     | 0        | 5     | 5     | 0        | --          | .500  | 353   | 80.0     | 92       | 15          | 29       | 2     | 1        | 49       | 2     | 0        | 54    | 53       | 5.96     | 1.51    |
| 通算：9年 | 通算：9年 | 180   | 124   | 12    | 4     | 0        | 47    | 45    | 0        | --          | .511  | 3374  | 795.0    | 789      | 119         | 255      | 6     | 15       | 525      | 23    | 2        | 408   | 377      | 4.27     | 1.31    |

- 各年度の太字はリーグ最高

### 記録
初記録
- 初登板：1994年4月12日、対オリックス・ブルーウェーブ1回戦（東京ドーム）、9回表に5番手で救援登板・完了、1回無失点
- 初奪三振：同上、9回表に小川博文から
- 初勝利：1994年4月20日、対西武ライオンズ2回戦（東京ドーム）、6回表1死に4番手で救援登板・完了、3回2/3を無失点
- 初先発：1994年4月24日、対千葉ロッテマリーンズ5回戦（千葉マリンスタジアム）、1回1/3を3失点（自責点2）で敗戦投手
- 初先発勝利・初完投勝利：1994年5月1日、対福岡ダイエーホークス3回戦（東京ドーム）、9回2失点
- 初完封勝利：1998年8月25日、対千葉ロッテマリーンズ19回戦（東京ドーム）

その他の記録
- 5イニング未満の投球で先発勝利：2000年8月22日、対オリックス・ブルーウェーブ20回戦（富山市民球場アルペンスタジアム）、4回を1失点（6回表無死雨天コールド） ※史上3人目
- オールスターゲーム出場：1回 （1998年）

### 背番号
- 12 （1994年 - 1995年）
- 47 （1996年 - 2004年）
- 69 （2005年）
- 94 （2006年）
- 84 （2010年 - 2011年）